# Herb gminy Przerośl
Herb gminy Przerośl – symbol gminy Przerośl.

## Wygląd i symbolika
Herb przedstawia na tarczy w polu czerwonym wizerunek złotego kroczącego lwa za czarną kratą. Jest to historyczny herb miasta Przerośl, nadany mu wraz z prawami miejskimi w 1576.